# 南屯镇 (涞源县)
南屯镇，是中华人民共和国河北省保定市涞源县下辖的一个乡镇级行政单位。
2013年，河北省民政厅批复同意撤销南屯乡，设立南屯镇，镇人民政府驻南屯村富民路8号。

## 行政区划
南屯镇下辖以下地区：
南屯村、湖海村、张家庄村、黑山村、金家庄村、胡家庄村、宋家庄村、大炉沟村、上沟村、小炉沟村、马圈村、亚家庄村、朱家庄村和曹家庄村。